# ستاد سان جيرمانوا
استاد سان جيرمانوا (بالفرنسية: Stade saint-germanois) هو نادي رياضي فرنسي تأسّس عام 1904 في مدينة باريس، وتمّ دمجه عام 1970 مع نادي باريس ليشكّلا فريق باريس سان جيرمان.